# Belvosia piurana
Belvosia piurana là một loài ruồi trong họ Tachinidae.